# Onitis miesseni
Onitis miesseni är en skalbaggsart som beskrevs av Gusakov och Klimenko 2009. Onitis miesseni ingår i släktet Onitis och familjen bladhorningar. Inga underarter finns listade i Catalogue of Life.